# FA Community Shield

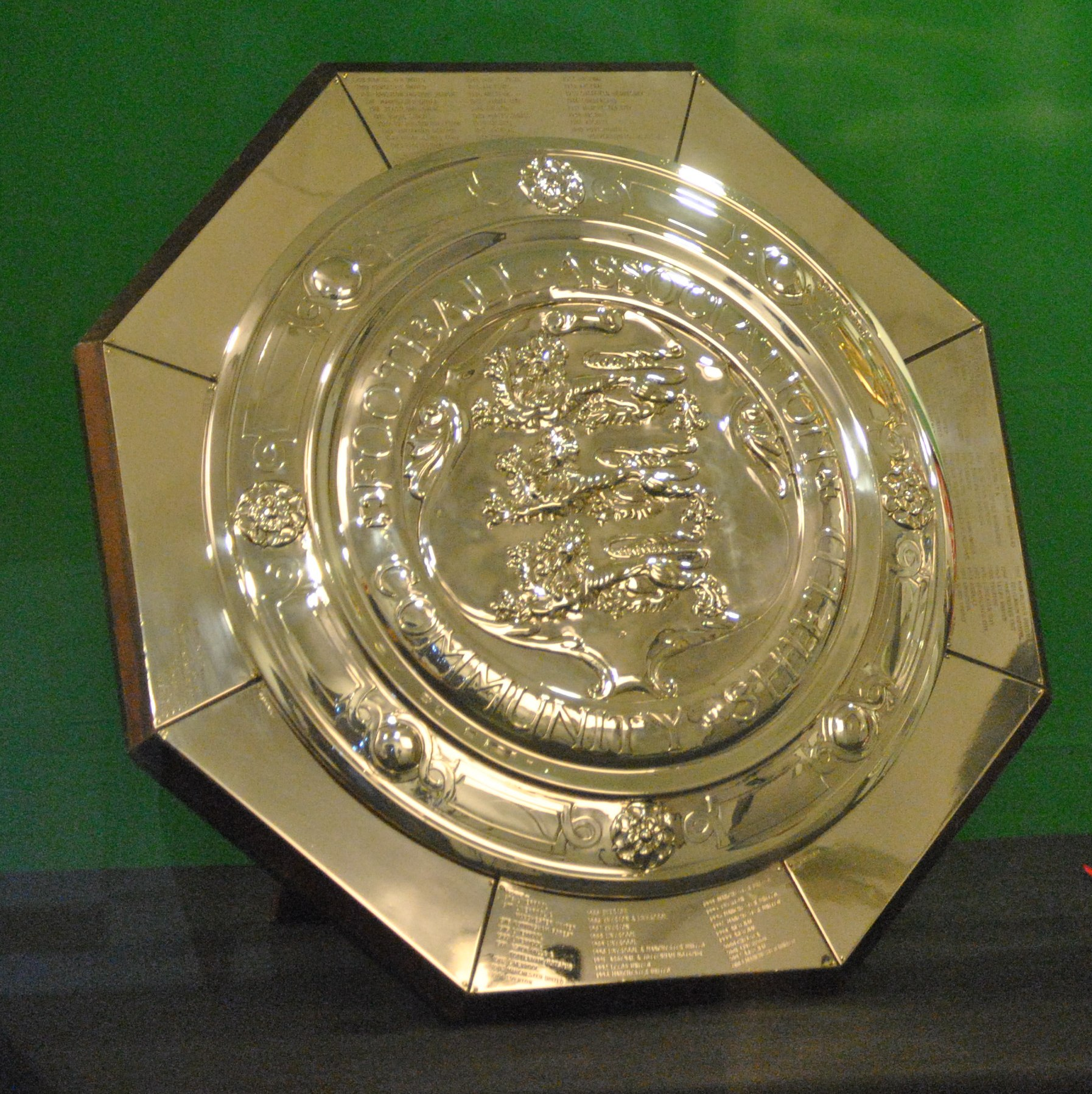
Der FA Community Shield

Der FA Community Shield (früher bezeichnet als Charity Shield) ist eine Trophäe der englischen Football Association. Sie geht jährlich an den Sieger des Spiels zwischen dem Meister der englischen Premier League und dem Gewinner des FA Cups.

## Geschichte
Der heutige Community Shield entstand aus dem Sheriff of London Charity Shield, der von 1898 bis 1907 zwischen dem Profimeister und dem Amateurmeister ausgetragen wurde. Nach dem Bruch der erfolgreicheren Amateurteams mit der FA wurde dieser Wettbewerb eingestellt. 1908 spielten dann im ersten Charity Shield der Meister der Football League First Division Newcastle United gegen die Queens Park Rangers, die Meister der Southern League geworden waren. Das Format des Wettbewerbs wandelte sich über die Jahre. Erst 1921 wurde der Pokal erstmals zwischen Meister und Cupsieger ausgetragen.
In den 1920ern traten mehrfach Profiauswahlmannschaften gegen Amateurauswahlmannschaften gegeneinander an (1923–1926, 1929). Erst ab 1930 wurden die Spiele zwischen Cupsieger und Meister die Regel. Es gab nur wenige Ausnahmen von dieser Regel:
- 1950 spielte die Weltmeisterschaftsauswahl der FA gegen ein Team der FA, das eine Promotour in Kanada absolviert hatte.
- 1961 gewann Tottenham Hotspur das Double. Tottenham trat gegen ein Auswahlteam der FA an.
- 1971 verzichtete Arsenal nach dem Doublegewinn auf ein Antreten. So spielte Leicester City, Meister der Second Division, gegen den FC Liverpool, unterlegener Pokalfinalist.
- 1972 verzichteten sowohl der Meister Derby County als auch der Pokalsieger Leeds United auf das Spiel. Es wurde daraufhin zwischen Manchester City, Viertplatzierter der First Division, und Aston Villa, Meister der Third Division, ausgetragen.

1974 änderte Edgar Alfred "Ted" Croker, Sekretär der Football Association, das Format des Pokals. Man legte fest, dass der Pokalsieger gegen den Gewinner der First Division im Wembley-Stadion spielt.
2002 wurde der Charity Shield in Community Shield umbenannt.

## Modus
Das Spiel wird zwischen Meister und Pokalsieger ausgetragen. Wenn eine Mannschaft das Double (Ligameisterschaft und Pokal) gewinnt, spielt der Doublegewinner gegen den Zweiten der Liga um den Community Shield. Traditionell wird das Spiel eine Woche vor dem Beginn der regulären Saison im Wembley-Stadion ausgetragen.
Insgesamt elfmal wurde der Titel aufgrund eines Unentschiedens geteilt (1949, 1954, 1960, 1964, 1965, 1967, 1977, 1981, 1986, 1990, 1991). 1974 und seit 1994 wird im Fall eines Unentschiedens keine Verlängerung gespielt, sondern gleich per Elfmeterschießen der Gewinner ermittelt.

## Rekorde
- Rekordgewinner ist Manchester United (17 eigene Siege, 4 geteilte)
- Der höchste Sieg (7:2) gelang 1913 einer Profi- gegen eine Amateurauswahl
- Das torreichste Spiel (8:4) fand 1911 zwischen Manchester United und Swindon Town statt
- Erfolgreichster Spieler ist Ryan Giggs mit neun Titelgewinnen (1993, 1994, 1996, 1997, 2003, 2007, 2008, 2010, 2013 mit Manchester United)
- Ryan Giggs ist mit 15 Spielen auch Rekordspieler des Wettbewerbs.
- Der FC Everton hält bis heute den Rekord von vier aufeinanderfolgenden Siegen (1984–1987). Manchester United hat die längste Serie an Spielen mit insgesamt sechs von 1996–2001, davon zwei Siege und vier Niederlagen.
- Der Torhüter von Tottenham Hotspur, Pat Jennings, erzielte aus dem eigenen Strafraum 1967 einen Treffer gegen Manchester United. Das Spiel ging 3:3 aus und der Titel wurde geteilt.
- Nur West Ham United und Aston Villa konnten den Titel nur geteilt gewinnen (Aston Villa konnte ihn 1901 gewinnen, jedoch hieß der Titel damals Sheriff of London Charity Shield).

## Spielort

### Feste Spielorte
Seit 1974 wird der Community Shield an einem permanenten Spielort ausgetragen:
- 1974–2000: Old Wembley, London
- 2001–2006: Millennium Stadium, Cardiff
- seit 2007: New Wembley, London

### Wechselnde Spielorte
| Platz              | Anzahl | Jahre                                         |
| ------------------ | ------ | --------------------------------------------- |
| Stamford Bridge    | 10     | 1908–1911, 1923, 1927, 1930, 1950, 1955, 1970 |
| Highbury           | 7      | 1924, 1934, 1935, 1938, 1948, 1949, 1953      |
| White Hart Lane    | 6      | 1912, 1920, 1921, 1925, 1951, 1961            |
| Old Trafford       | 6      | 1922, 1928, 1952, 1957, 1965, 1967            |
| Maine Road         | 5      | 1926, 1937, 1956, 1968, 1973                  |
| Villa Park         | 3      | 1931, 1972, 2012                              |
| Goodison Park      | 3      | 1933, 1963, 1966                              |
| The Den            | 2      | 1913, 1929                                    |
| Molineux           | 2      | 1954, 1959                                    |
| King Power Stadium | 1      | 2022                                          |

Ursprünglich wurde das Match auf einem neutralen Platz oder auf dem Platz eines der beiden Kontrahenten ausgespielt. Neben den drei festgelegten Stadien, in denen seit 1974 gespielt wird, gab es zuvor 17 Stadien, in denen der Charity Shield ausgespielt wurde. Das erste Stadion war 1908 die Stamford Bridge in London, das letzte 1973 die Maine Road von Manchester.
Der Veranstaltungsort des Community Shields für 2012 war lange unklar. Sowohl das Wembley-Stadion als auch das Millennium Stadium waren für die olympischen Fußballwettbewerbe belegt. Im Gespräch als Ausweichort waren der St. James’ Park (Newcastle), das Stadium of Light (Sunderland), Villa Park (Birmingham), Old Trafford (Manchester) und City of Manchester Stadium (Manchester). Im Januar 2012 wurde dann entschieden, dass der Community Shield im Villa Park in Birmingham stattfinden wird.
In neun Stadien wurde nur ein einziges Spiel ausgetragen. Es handelt sich dabei um: St. James’ Park (Newcastle) 1932, Roker Park (Sunderland) 1936, Burnden Park (Bolton) 1958, Turf Moor (Burnley) 1960, Portman Road (Ipswich) 1962, Anfield (Liverpool) 1964, Elland Road (Leeds) 1969, Filbert Street (Leicester) 1971, King Power Stadium (Leicester) 2022. Zehn Stadien waren mehrfach Gastgeber des Wettbewerbs.
Von allen für diesen Wettbewerb genutzten Stadien sind fünf Stadien nicht mehr in Betrieb: der Roker Park, der Burnden Park, die Filbert Street, das Highbury und die Maine Road in Manchester.

## Rangliste der Sieger
| Team                    | Titel (geteilt) | Jahre (* Titel geteilt) |
| ----------------------- | --------------- | --- |
| Manchester United       | 21 (4)          | 1908, 1911, 1952, 1956, 1957, 1965*, 1967*, 1977*, 1983, 1990*, 1993, 1994, 1996, 1997, 2003, 2007, 2008, 2010, 2011, 2013, 2016 |
| FC Arsenal              | 17 (1)          | 1930, 1931, 1933, 1934, 1938, 1948, 1953, 1991*, 1998, 1999, 2002, 2004, 2014, 2015, 2017, 2020, 2023                            |
| FC Liverpool            | 16 (5)          | 1964*, 1965*, 1966, 1974, 1976, 1977*, 1979, 1980, 1982, 1986*, 1988, 1989, 1990*, 2001, 2006, 2022                              |
| FC Everton              | 9 (1)           | 1928, 1932, 1963, 1970, 1984, 1985, 1986*, 1987, 1995                                                                            |
| Tottenham Hotspur       | 7 (3)           | 1921, 1951, 1961, 1962, 1967*, 1981*, 1991*                                                                                      |
| Manchester City         | 7               | 1937, 1968, 1972, 2012, 2018, 2019, 2024                                                                                         |
| FC Chelsea              | 4               | 1955, 2000, 2005, 2009 |
| Wolverhampton Wanderers | 4 (3)           | 1949*, 1954*, 1959, 1960* |
| Leeds United            | 2               | 1969, 1992 |
| Leicester City          | 2               | 1971, 2021 |
| Burnley                 | 2 (1)           | 1960*, 1973 |
| West Bromwich Albion    | 2 (1)           | 1920, 1954* |
| Blackburn Rovers        | 1               | 1912 |
| Bolton Wanderers        | 1               | 1958 |
| Brighton & Hove Albion  | 1               | 1910 |
| Cardiff City            | 1               | 1927 |
| Crystal Palace          | 1               | 2025 |
| Derby County            | 1               | 1975 |
| Huddersfield Town       | 1               | 1922 |
| Newcastle United        | 1               | 1909 |
| Nottingham Forest       | 1               | 1978 |
| Sheffield Wednesday     | 1               | 1935 |
| AFC Sunderland          | 1               | 1936 |
| Aston Villa             | 1 (1)           | 1981* |
| Portsmouth              | 1 (1)           | 1949* |
| West Ham United         | 1 (1)           | 1964* |